# باغابرد
باغابرد (ارمنی: Բաղաբերդ) قلعه ارامنه قرن چهارم تا دوازدهم واقع در امتداد یال مشرف به رودخانه ووغجی  است. ۱۴ کیلومتری (۹ مایل) شمال غربی روستای کاپان در استان سینیک ارمنستان قرار دارد و در ارتفاع ۱۴۳۸ متر است.